# Port lotniczy Czerkasy
Port lotniczy Czerkasy (ukr. Міжнародний аеропорт Черкаси, ang. Cherkasy International Airport, kod IATA: CKC, kod ICAO: UKKE) – krajowe lotnisko w Czerkasach, na Ukrainie.